# Kroatien ved sommer-OL 2016
Kroatien deltog under Sommer-OL 2016 i Rio de Janeiro som blev arrangeret i perioden 5. august til 21. august 2012. 

## Medaljer
| 2016 Rio de Janeiro | Guld | Sølv | Bronze | Total |
| Kroatien            | 5    | 3    | 2      | 5     |

### Medaljevinderne
| Kroatien under sommer-OL 2016 i Rio de Janeiro | Kroatien under sommer-OL 2016 i Rio de Janeiro | Kroatien under sommer-OL 2016 i Rio de Janeiro | Kroatien under sommer-OL 2016 i Rio de Janeiro | Kroatien under sommer-OL 2016 i Rio de Janeiro |
| Medalje                                        | Navn | Sport                                          | Event                                          | Dato                                           |
| ---------------------------------------------- | --- | ---------------------------------------------- | ---------------------------------------------- | ---------------------------------------------- |
| Guld                                           | Josip Glasnović | Skydning                                       | Mændenes trap                                  | 8. august                                      |
| Guld                                           | Martin Sinković Valent Sinković | Roning                                         | Mændenes dobbeltsculler                        | 11. august                                     |
| Guld                                           | Sandra Perković | Atletik                                        | Kvindernes diskoskast                          | 16. august                                     |
| Guld                                           | Šime Fantela Igor Marenić | Sejlsport                                      | Mændenes 470                                   | 18. august                                     |
| Guld                                           | Sara Kolak | Atletik                                        | Kvindernes spydskast                           | 18. august                                     |
| Sølv                                           | Damir Martin | Roning                                         | Mændenes singlesculler                         | 13. august                                     |
| Sølv                                           | Tonči Stipanović | Sejlsport                                      | Laser                                          | 16. august                                     |
| Sølv                                           | Kroatiens nationale vandpolohold for mænd\| Josip Pavić \| \| Andro Bušlje \| \| \| \| Damir Burić \| \| Sandro Sukno \| \| \| \| Antonio Petković \| \| Ivan Krapić \| \| \| \| Luka Lončar \| \| Anđelo Šetka \| \| \| \| Maro Joković \| \| Xavier García \| \| \| \| Luka Bukić \| \| Marko Bijač \| \| \| \| Marko Macan \| \| \| \| \| | Vandpolo                                       | Mændenes turnering                             | 20. august                                     |
| Bronze                                         | Filip Hrgović | Boksning                                       | Mændenes supersværvægt                         | 19. august                                     |
| Bronze                                         | Blanka Vlašić | Atletik                                        | Kvindernes højdespring                         | 20. august                                     |
| Josip Pavić                                    | | Andro Bušlje                                   |                                                |                                                |
| Damir Burić                                    | | Sandro Sukno                                   |                                                |                                                |
| Antonio Petković                               | | Ivan Krapić                                    |                                                |                                                |
| Luka Lončar                                    | | Anđelo Šetka                                   |                                                |                                                |
| Maro Joković                                   | | Xavier García                                  |                                                |                                                |
| Luka Bukić                                     | | Marko Bijač                                    |                                                |                                                |
| Marko Macan                                    | |                                                |                                                |                                                |